# Museo de Cádiz
El Museo de Cádiz está situado en la Plaza de Mina de la ciudad de Cádiz. Conoció distintas sedes a lo largo de su historia, como el Callejón del Tinte o el Paseo de Canalejas, estableciéndose en su sede actual en 1935. Está catalogado como Bien de Interés Cultural.

## Descripción

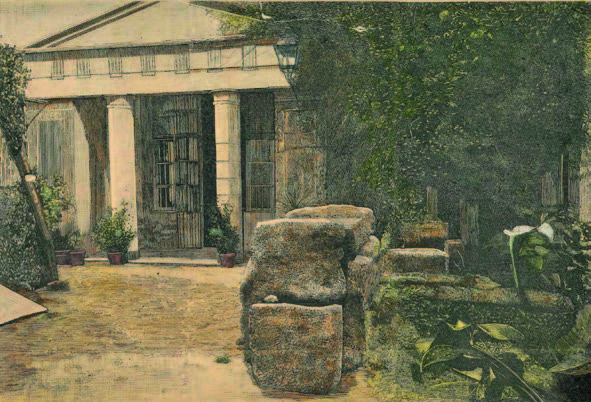
El exterior del museo en 1891, cuando se encontraba en la calle del Tinte, por Rafael Rocafull y Monfort.

Se construyó sobre los terrenos desamortizados del Convento de San Francisco en el siglo XIX. El edificio es obra de Juan Daura, inaugurado en 1838 de estilo neoclásico. Inicialmente se denominó "Museo Provincial de Bellas Artes".
El museo tras una reforma cuenta con tres secciones: Arqueología, Bellas Artes y Etnografía. Entre sus fondos destacados se encuentran: los sarcófagos antropoides fenicios (el femenino es popularmente conocido como la Dama de Cádiz), los hallazgos de la época romana (con diversos objetos provenientes de Baelo Claudia, Medina Sidonia, Carissa Aurelia, Sancti Petri o la propia Gades) y las salas de pintura barroca, con obras de Zurbarán, Alonso Cano, Rubens, Juan Carreño de Miranda y Murillo.
De principios del siglo XX se conserva Muchacha haciendo medias de Eugenio Hermoso que llama la atención por su realismo sencillo e ingenuo. Y destacan en la sala dedicada a este periodo, los azules del Retrato de Micaela Aramburu que pintó Ignacio Zuloaga en 1928.
Todas las obras de Zurbarán proceden de la Cartuja de Jerez de la Frontera, excepto Pentecostés, que procede del Consulado de Cargadores a Indias.